# Malå (plaats)
Malå (Samisch: Máláge) is de hoofdplaats van de gemeente Malå in het landschap Lapland en de provincie Västerbottens län in Zweden. De plaats heeft 2089 inwoners (2005) en een oppervlakte van 252 hectare. De plaats ligt aan de rivier de Malån. Net buiten de plaats ligt de 477 meter boven de zeespiegel gelegen heuvel Tjarnstanberget hier zijn mogelijkheden om te skiën.

## Verkeer en vervoer
Bij de plaats loopt de Länsväg 370.

## Bekende personen

### Woonachtig (geweest)
- Ardalan Esmaili, Iraans-Zweeds acteur